# Lankow (Schwerin)
Lankow ist ein Stadtteil der mecklenburg-vorpommerschen Landeshauptstadt Schwerin zwischen dem Lankower und dem Medeweger See.
Lankow liegt im Nordwesten Schwerins. Bis zum Anfang der 1960er Jahre bestand dieser Ortsteil nur aus einzelnen Bauerngehöften. Danach begann hier der großflächige Wohnungsbau vor allem in Plattenbauweise und die Ansiedlung verschiedener Industriebetriebe (Betonplattenwerk, Verpackungsmittelwerk, Baustoffversorgung u. a.).
Lankow ist umgeben von viel Natur. Der nahe gelegene Friedrichsthaler Wald, der Lankower See und der über eine Fußgängerbrücke zu erreichende Neumühler See bieten den Bewohnern Erholungsmöglichkeiten. Der angrenzende Medeweger See ist für Erholungszwecke nicht mehr erschlossen, Zufahrten, Sportanlagen und eine Ausflugsgaststätte wurden seit den 1950er Jahren nicht mehr betrieben.

## Geschichte
Am 22. April 1237 beurkundete Gunzelin III., Graf von Schwerin, dass Heinrich von Schwerin und sein Bruder zwei Hufen zu Lankow gegen Acker auf dem Schweriner Stadtfelde an das Domkapitel zu Schwerin vertauscht haben. Dies ist auch die älteste urkundliche Erwähnung des Dorfes „Lanckow“. Der Name leitet sich vom slawischen Wort Lanckow für „sumpfiger Ort“ ab, vgl. Lanke (Toponym). Eine slawische Burgwallanlage von 1160, in rechteckiger Form 55 × 45 Meter, liegt auf einer Halbinsel im bischöflichen Garten an der Lankower Straße. Unter Wasser zieht sich von dort aus eine Erhebung, im Volksmund „Furt“ genannt, hinüber zum alten Landwehrgraben auf der Neumühler Uferseite, wo einst das untergegangene Dorf Turow lag. Diese steinige langgezogene Untiefe ist in keiner offiziellen Karte verzeichnet. Im Laufe der Jahre 1300 erwarb das Domkapitel das ganze Dorf. Um 1350 gab es in Lankow drei Ritterhöfe, der Herren von Raven, von Driberg und von Zickhusen. Im Lankower See, auf der Halbinsel Klotzwerder stand 1441 die hölzerne „Klotekenburg“, die des Raubritters Kloteke, diesem wird das wüste Dorf Kloteke zwischen Groß Medewege und Wickendorf zugeschrieben. Auch der Flurname Diebeskeller unterhalb der alten Wetterwarte Richtung Klotzwerder wird dem Raubritter zugesprochen.
Im Dreißigjährigen Krieg wurden 1626/27 auch die in der unmittelbaren Umgebung der Stadt Schwerin gelegenen Dörfer schwer geschädigt. So wurde u. a. durch die dänische Einquartierung den Lankower Bauern das gesamte Vieh fortgetrieben. Im Zusammenhang mit den Veränderungen des territorialen Besitzes als ein Ergebnis des Krieges wurde Lankow 1648 Domanialdorf (Besitzungen des Landesherren).
1669 bestanden sechs landwirtschaftliche Betriebe. Der Ort besaß zu diesem Zeitpunkt 44 Einwohner, darunter 34 weibliche. 28 Personen waren im Alter bis 20 Jahre, 12 zwischen 21 und 40 und 4 waren älter als 41
Erstmals 1757 wurde eine Ziegelei sowie ein Krug im Ort erwähnt.
An der Straße nach Friedrichsthal werden 1798 die ersten Lärchen gepflanzt.

### 19. Jahrhundert
Im Dorfe bestanden 1801 sechs Bauern- und zehn Büdnerstellen sowie eine Schule und ein Krug. Im August 1813 wurde Schwerin und das Dorf Lankow durch die Truppen der Französischen Hauptmacht Davousts, durch die Brigade L-Allemann und die Division Loisen besetzt. Der Großherzogliche Staatskalender 1845 weist für Lankow sieben Erbpächter, vierzehn Büdner, darunter ein Schmied, zwei Ziegeleien, eine Schule, einen Krug und einen Schulzen aus. Zu dieser Zeit gab es noch eine Mautstelle zwischen Schwerin und Lankow, die sogenannt Lankower Brücke. Sie befand sich an der Gadebuscher Straße, auf der Höhe des heutigen Weges unterhalb der Lankower Schwimmhalle zum See, dort floss auch ein Bach in den See. Etwa dort querte auch später eine Feldbahn die Straße, diese diente der Verklappung von Fehlbränden der Ziegeleien im See mittels Schuten die am Seeufer in einem langen Schuppen lagen.

### 20. Jahrhundert (erste Hälfte)
Die Einwohnerzahl Lankows stieg von 1905 bis 1910 von 394 auf 486 Personen. 1907 wurde die Firma des Stellmachers Kuhlmann gegründet.

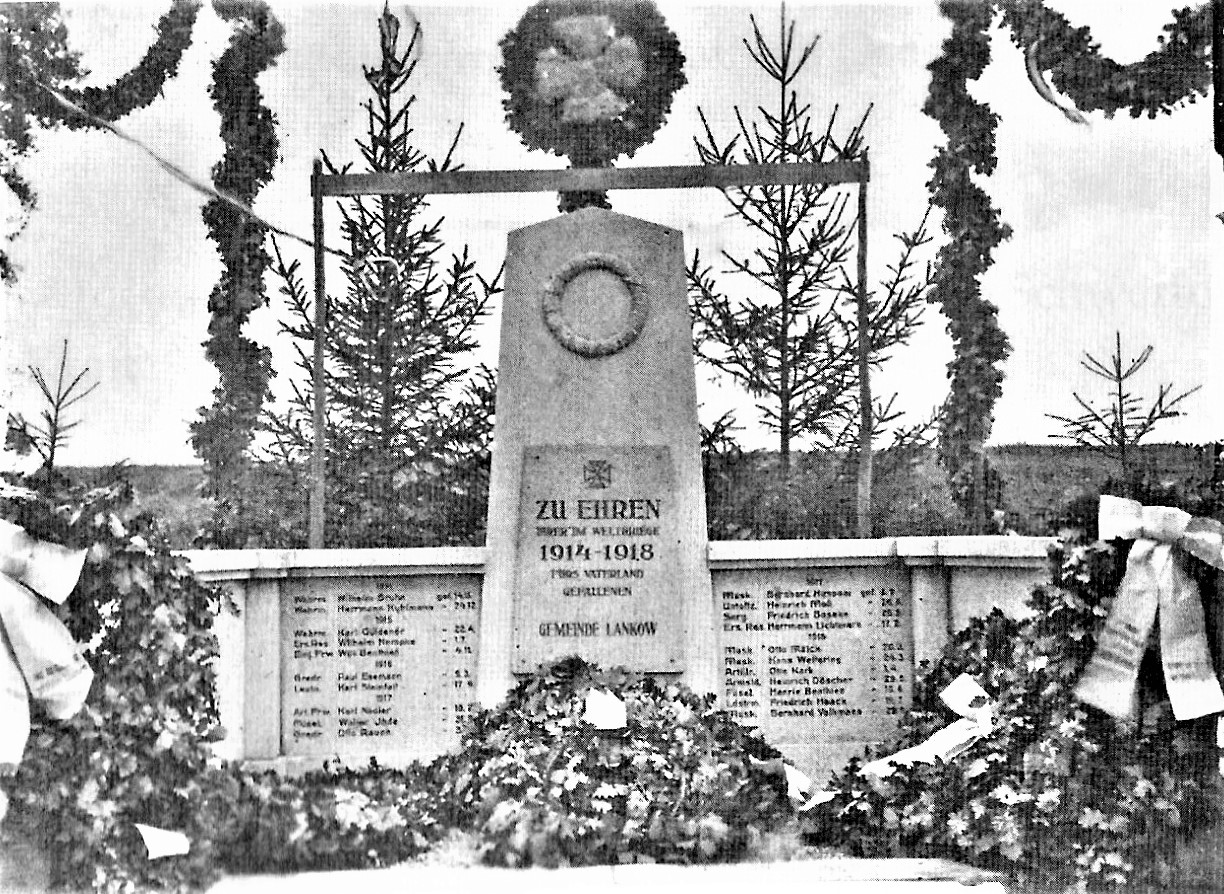
Kriegerdenkmal Lankow, 1921

Bei den Wahlen zum verfassungsgebenden mecklenburgischen Landtag von 1919 entfielen 47,9 Prozent aller abgegebenen Stimmen auf die SPD-Kandidaten. Bei der Wahl zur Nationalversammlung von 1919 wählten 48,3 Prozent sozialdemokratisch. Der Lankower Sportverein (LSV) wurde 1921 gegründet.
1921 gedachten die Lankower ihren im I. Weltkrieg gefallenen Gemeindemitgliedern und errichteten gegenüber der alten Dorfschule ein Ehrenmal, dies wurde 1964 wegen der Straßenerweiterung der Gadebuscher Straße ersatzlos abgerissen.
Lankow wurde 1928 in das Gebiet der Stadt Schwerin eingemeindet. Es zählte zu diesem Zeitpunkt 7 Bauernhöfe, 17 Büdnereien, 74 Häuslereien, drei Ziegeleien, eine Schule und eine Gastwirtschaft. In Lankow lebten 632 Einwohner als Bedingung für die Eingemeindung verlangten die Lankower eine Straßenbahnverbindung bis in die Innenstadt. Durch die Eingemeindung wurde das Straßenbahnnetz von Schwerin verlängert und ab 7. Juli fuhr die Straßenbahn der Linie 1 vom Alten Garten kommend über die Lübecker Straße zur Einmündung des Neumühler Weges. In der Gaststätte Westphal (heute Lindengarten) tagte 1929 der Landesparteitag der KPD. Am 26. April 1931 wurde in der Westphalschen Gaststätte der erste mecklenburgische Volkskongress gegen Faschismus ausgerichtet. Im Anschluss an den Kongress fand eine antifaschistische Demonstration in die Stadt mit einer Abschlusskundgebung auf dem Schlachthofplatz statt.
Die Straßenbahnlinie nach Lankow wurde 1936 wegen Unrentabilität aufgegeben, dafür verbanden nun Buslinien den Ort mit Schwerin. Am 21. Mai 1937 wurde das Umspannwerk in der Gadebuscher Straße in Betrieb gesetzt. Nach der Befreiung vom Nationalsozialismus wurde 1945 durch den Rat der Stadt Schwerin Wilhelm Rambow als Ortsvorsteher von Lankow eingesetzt. Am 5. August 1946 konnte der Busverkehr zwischen Lankow und dem Stadtzentrum wieder aufgenommen werden. Am 15. September stimmten bei der Wahl zur Stadtverordnetenversammlung von 1254 Wahlberechtigten 57,4 Prozent und bei der Wahl zum mecklenburgischen Landtag am 20. Oktober 51,6 Prozent für die Kandidaten der SED.
Nach dem Stadtadressbuch der Landeshauptstadt Schwerin gab es 1949 im Prinzenweg (heute Am Neumühler See) noch Behelfsheime (im Volksmund: Kistjerowka) für 45 Familien. Neben der Konsum-Lebensmittelverkaufsstelle in der Gadebuscher Straße sind in dem Adressbuch noch zwei Kolonialwarenhandlungen aufgeführt.

### 20. Jahrhundert (zweite Hälfte)

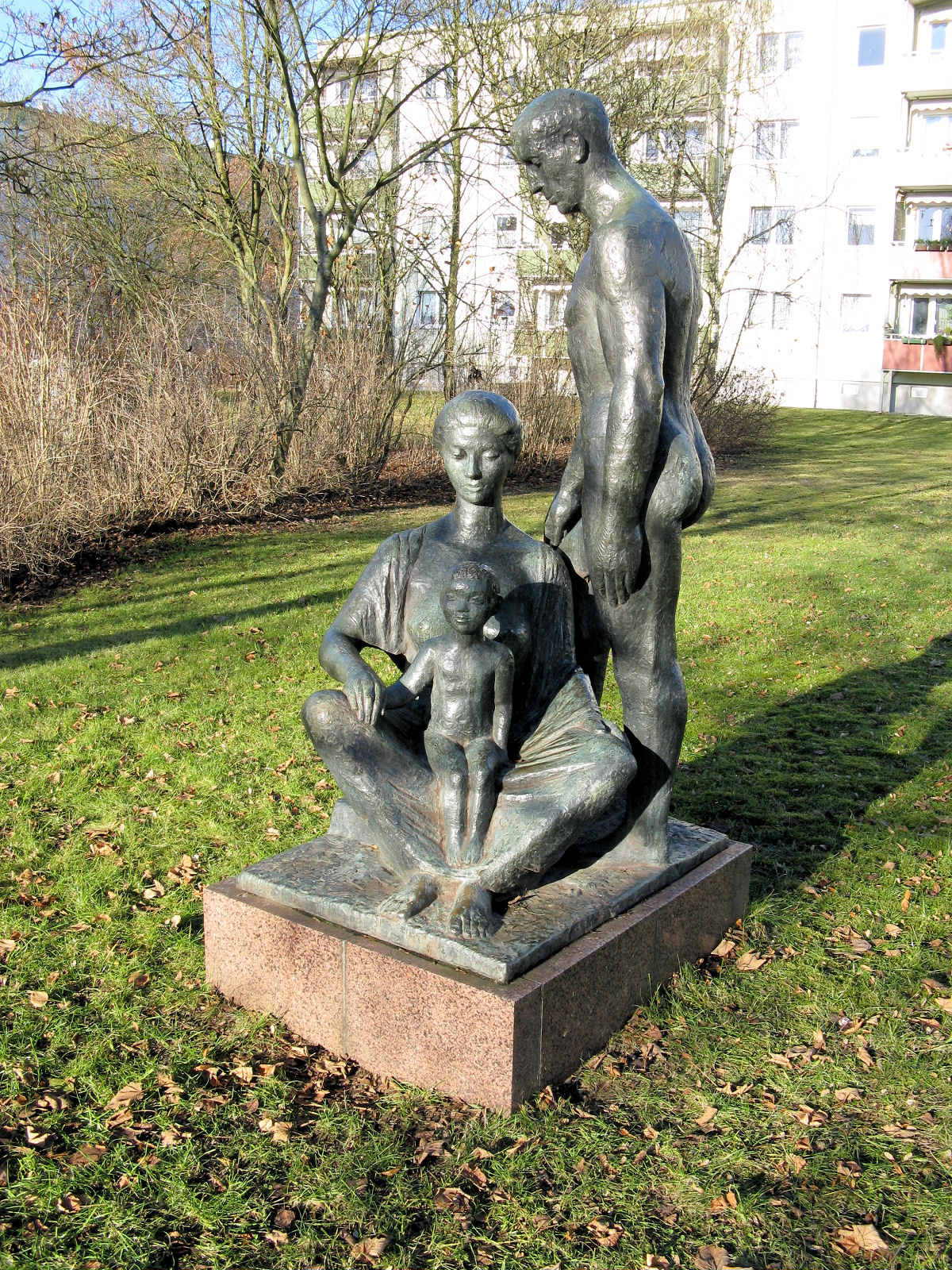
Familienskulptur von Heinz Beberniß in Lankow

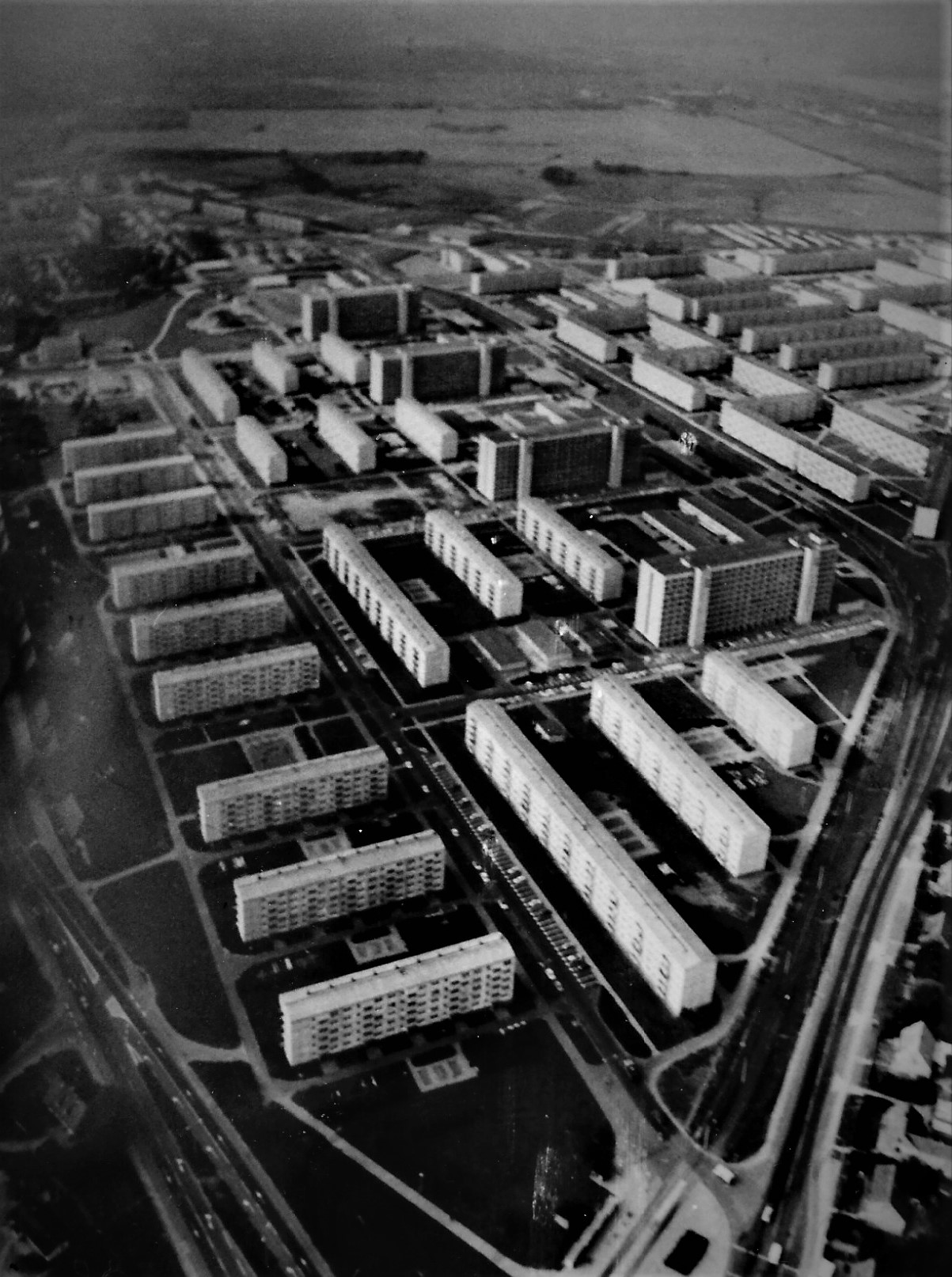
Lankower Draufsicht um 1970

In Arbeitseinsätzen schufen die Lankower 1951 einen Schulergänzungsbau (neue Schule). Dadurch konnten erstmals die Schüler nach der 4. Klasse in Lankow bleiben. Am 1. Juni 1952 wurde der LSV in Turn- und Sportgemeinschaft ‚Jahn‘ Lankow umbenannt.
1954 erfolgte die Gründung der Landwirtschaftlichen Produktionsgenossenschaft ,Einheit‘ vom Typ I in Lankow mit 13 Mitgliedern. Grundlage waren die Flächen des Örtlichen Landwirtschaftsbetriebes (ÖLB). Im Juli 1956 betrug die landwirtschaftliche Nutzfläche der LPG 210,56 ha. Zu den 28 Mitgliedern gehörten unter anderem fünfzehn ehemalige Landarbeiter, zwei Neubauern und zehn Arbeiter. Auf Initiative der Schule wurde am Lankower See eine Badestelle eingerichtet.
Im Neumühler Weg wurden 1958 für die Mitglieder der LPG Einfamilienhäuser errichtet. Im November 1959 beschlossen die Mitglieder der LPG Lankow (270 ha) und der LPG Neumühle (190 ha) ab 1. Januar 1960 den Zusammenschluss ihrer Wirtschaften zu einer LPG. Am 22. November wurde die im Rahmen der Bürgerinitiative geschaffene Turnhalle mit einem Wertumfang von 130.000 Mark übergeben. Die Lankower leisteten zum Bau dieser Sporthalle 16.000 unbezahlte Stunden. Mit dem Aufbau eines Industriegebietes zwischen der Grevesmühlener Straße und der Eisenbahnlinie von Schwerin nach Rehna wurde 1960 begonnen.
1961 fassten die Stadtverordnetenversammlung Schwerin und der Kreisausschuss der Nationalen Front einstimmig den Beschluss über den Aufbau des sozialistischen Wohnkomplexes Lankow. Der Bau begann mit der Anlieferung der ersten Deckenplatten aus dem Betonwerk Lankow am 15. Juli. Im Dezember zogen die ersten Mieter in den zuerst fertiggestellten Block III in der heutigen Dr.-Josef-Herzfeld-Straße ein. Die bis 1972 dauernde Schaffung von Wohnraum schuf 6000 Wohneinheiten für 20.000 neue Lankower. Überwiegend wurden fünfgeschossige Plattenbauten errichtet. Es wurden in den 1960ern vier doppelte Wohnhochhäuser entlang der Straßenbahnlinie nach Lankow-Siedlung erbaut und ein Ledigenwohnhochhaus als abschließender Bau Richtung Friedrichsthal, eine das sozialistische Wohngebiet prägende Architektur, 2020 steht davon nur noch ein Haus. Eigentümer waren die kommunale Wohnungsgesellschaft in Schwerin und die Wohnungsgenossenschaft Schwerin. 1965 begann für 234 Schüler in zehn Klassen der Unterricht in der neuerbauten Ernst-Thälmann-Schule.
Die Stellmacher-Werkstatt Kuhlmann lieferte 1967 eine erste rollende Zahnstation aus, um die zahnärztliche Versorgung in den Dörfern zu verbessern. Im ehemaligen Jugendhaus in der Ernst-Thälmann-Straße 276 (heute die Lübecker Straße) wurde 1969 die Radiologische Klinik eröffnet. Im September nahm in der Grevesmühlener Straße der VEB Verpackungsmittelwerk Schwerin seine Produktion auf.
Am 4. Oktober 1969 erfolgte die Inbetriebnahme der Straßenbahnlinie 2 und erstmals fuhr die Straßenbahn bis in die Lankow-Siedlung.
1970 war Baubeginn für den Verkehrshof des VEB Kraftverkehr Schwerin in der Grevesmühlener Straße und das Produktionsgebäude des VEB Datenverarbeitungszentrum wurde fertiggestellt.
1970 nahm die Ingenieurschule für Maschinenbau ISM (heute BS Technik) ihren Unterricht auf, die bereits zwei Jahre später ein neues Schulgebäude erhielt. 1971 wurde in der Grevesmühlener Straße der VEB Textilreinigung ,REIKO‘ in Betrieb genommen.
1974 erfolgte die Übergabe des Naherholungszentrums am Nordufer des Lankower Sees.
Im März 1976 wurde die Großbäckerei Lankow (ab 1977 Konsum-Backwaren-Kombinat Schwerin) in der Büdnerstraße in Betrieb genommen. In der Willi-Schröder-Straße (heute Rahlstedter Straße) wurde die Poliklinik Lankow eröffnet.

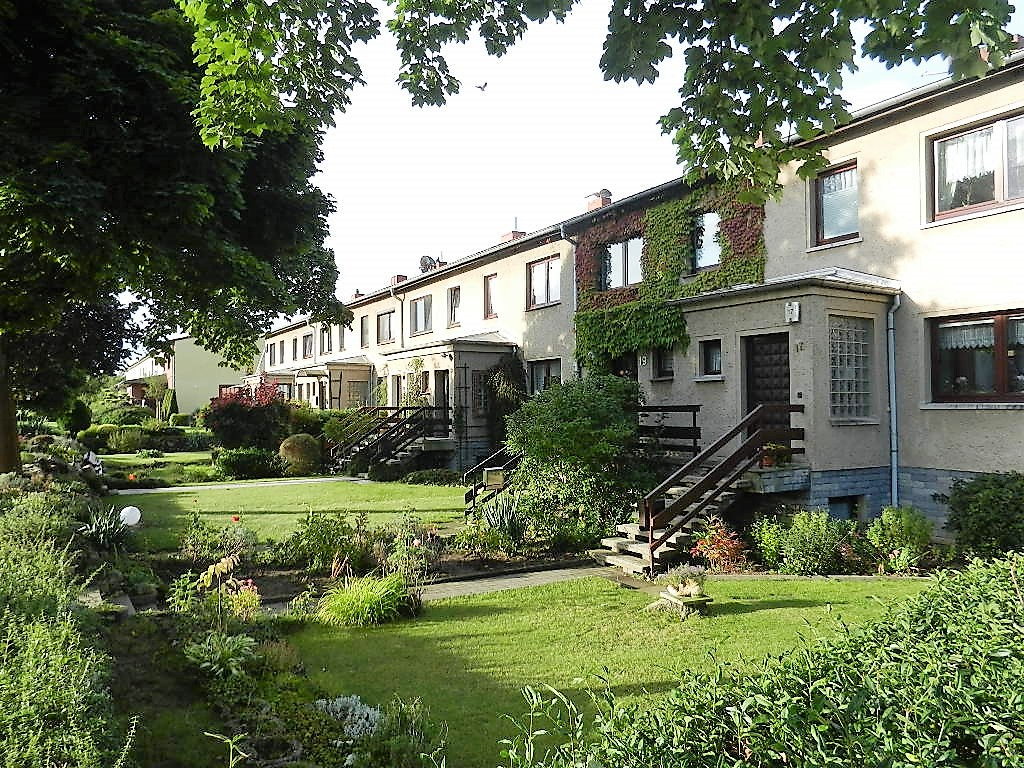
1986 wurde das Musterreihenhaus, Ahornstraße 17–31, mit der Goldenen Hausnummer des OBs ausgezeichnet

1978 erfolgte die Einweihung des Verwaltungstraktes des Bischöflichen Amtes und des angegliederten Gottesdienstraumes in der Lankower Straße 14. Der erste Seniorenklub der Volkssolidarität öffnete 1984 in der Kurt-Bürger-Straße. Am 31. Dezember 1985 konnte der Jugendklub (heute der Klub 44 a) in der Kurt-Bürger-Straße 44a (heute Ratzeburger Straße) übergeben werden.
1978 wurden die Weiden hinter der Straße Am Neumühler See bis zum Neumühler Weg für den Eigenheimbau frei gegeben. Die Wohnungsnot in der DDR sollte unter sozialistischer Losung damit gelindert werden. Mit der Verpflichtung keine „staatlichen Baukapazitäten“ zu nutzen begann der sehr individuelle und abenteuerliche Wohnungsbau ohne Straßen auf einem nicht erschlossenen Weideland. Wasser und Strom wurde baubegleitend gelegt. So bauten junge Leute unter großen persönlichen Strapazen, nach Feierabend, am Wochenende und an den gesetzlichen Feiertagen in der hochgradigen sozialistischen Mangelwirtschaft ein neues Wohngebiet „hinter dem Internatskomplex“ mit Reihenhäusern des Typs R 4 und R 5, in der Ahornstraße beginnend und mit Doppelhäusern in der Eichenstraße endend, auf.
Die Eschen-, Kastanien- und Haselnussstraße bilden die Einheit des Baumviertels, eines in sich abgeschlossenen Wohngebietes. Erst 1990 konnten unter der Modrow-Regierung die Eigenheimbauer den Grund und Boden ihrer selbst aufgebauten Häuser kaufen.

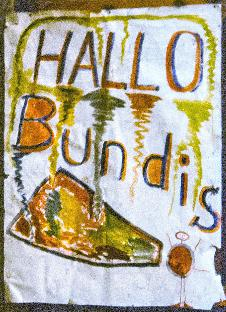
Herbst 1989 von J.Gerner, Begrüßungsplakat für erstmals in die DDR einreisende BRD-Bürger

Am 24. Dezember 1989 begrüßten vier Bürger der Ahornstraße am Ortseingangsschild in Friedrichsthal die westdeutschen Bürger in ihren Autos, die Schwerin nun nach den großen Volksdemonstrationen, nach der bröckelnden Diktatur, die DDR Visa-frei besuchen konnten. Das zwei Quadratmeter große Willkommensplakat ist im Stadtmuseum Schwerin archiviert.
Zum 9. Februar 1990 fand auf Initiative des Plakatmalers ein Treffen der Mittelstands- und Wirtschaftsunion (MIT) der CDU aus Hamburg im Schweriner Lindengarten statt. Es trafen sich die Ingenieurkammer Hamburg, Lübeck und Schwerin zu einem ersten Austausch, der Europaabgeordnete Harmut Perschau übernahm die Schirmherrschaft für diese Veranstaltung. Verkehrsbaubetriebe, Ingenieurbüros und Metallurgie-Produzenten aus Westdeutschland nahmen teil.
Am 6. Mai 1990 wurden die ersten freien Kommunalwahlen der DDR durchgeführt, mehrere Lankower Bürger kandidierten für das Stadtparlament der Bezirkshauptstadt Schwerin.
Für die Fernwärmeversorgung und Stromerzeugung errichtete man bis 1994 das Heizkraftwerk Schwerin-Lankow.
Seit 1996 entwickelt die Stadt Schwerin den Sportpark Lankow, der zu einem sportlichen Zentrum ausgebaut werden soll.

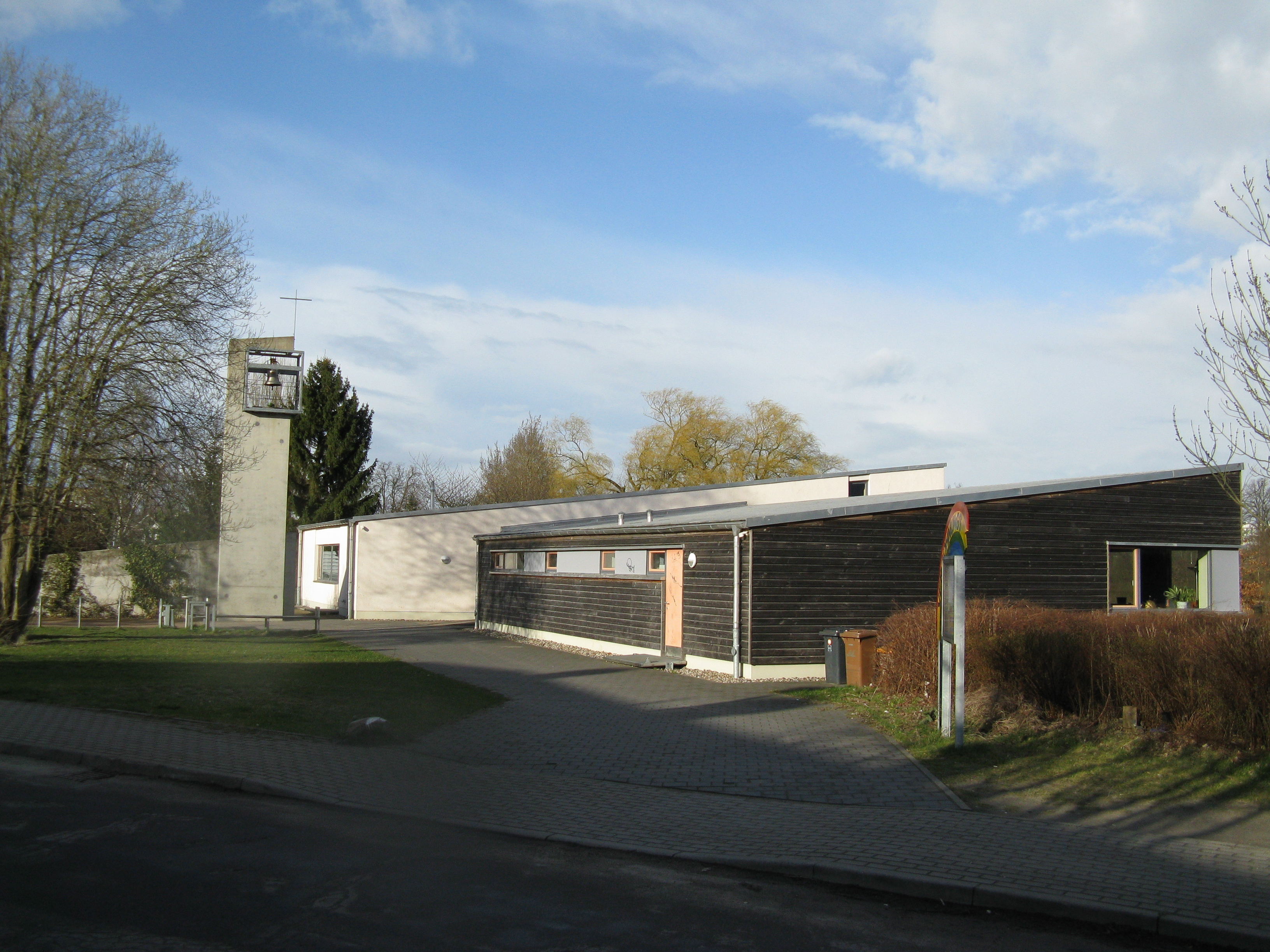
Versöhnungskirche in Lankow, erbaut 1999–2000

1999/2000 wurde in Lankow die evangelisch-lutherische Versöhnungskirche errichtet. Die Versöhnungsgemeinde von 1966 nutzte bis dahin gemietete Räume einer Villa am Lankower See, die bald nicht mehr ausreichten.
Die Plattenbauten wurden nach 1990 zu großen Teilen saniert. Im Süden des Stadtteils entstand die neue Eigenheimsiedlung Am Mühlenberg.

### 21. Jahrhundert

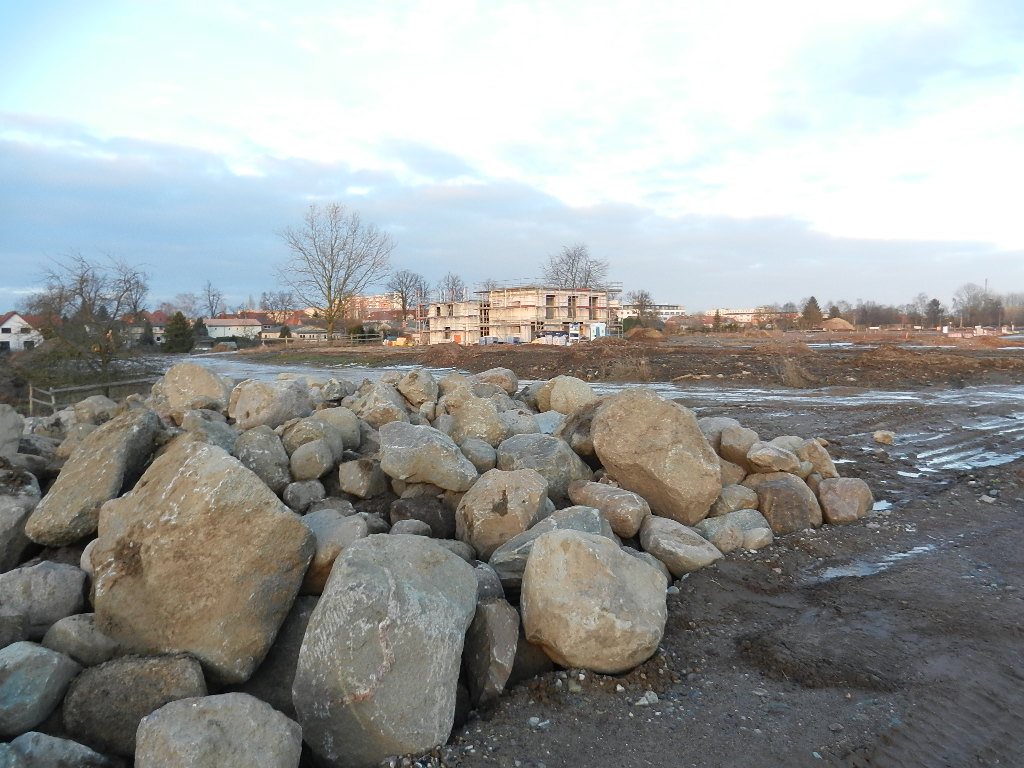
Wohngebiet Am Lankower See

Der Wohnungsrückbau hingegen hielt sich bisher in Grenzen, so wurde Ende 2004 das erste der fünf Hochhäuser Lankows in der Ratzeburger Straße abgerissen.
Der Miniaturenpark Lütt Schwerin in der Ratzeburger Straße, nach 2000 angelegt, zeigt viele Gebäude der Innenstadt im Maßstab 1:25.
Die verbliebenen Ruinen der Großbäckerei in der Büdnerstraße wurden bis Anfang 2015 abgerissen, das Gebiet anschließend für den Eigenheimbau genutzt.
2018 begann ein neues Wohngebiet auf den ehemaligen Gelände der Lehrlingswohnheime Am Lankower See zu wachsen. Es sind, im einheitlichen Stil, kubische Eigenheime und Wohnhäuser mit dunkelroten bis schwarzen Klinkerfassaden entstanden. Die neue Berufsschule, Regionales Berufliches Bildungszentrum der Landeshauptstadt Schwerin -Technik, die Häuser der Straßen Kirchenweg, Ulmenweg, Walnussweg und Wacholderweg erweitern als moderne Siedlung das Baumviertel am nordwestlichen Ufer des Lankower Sees.

## Siehe auch

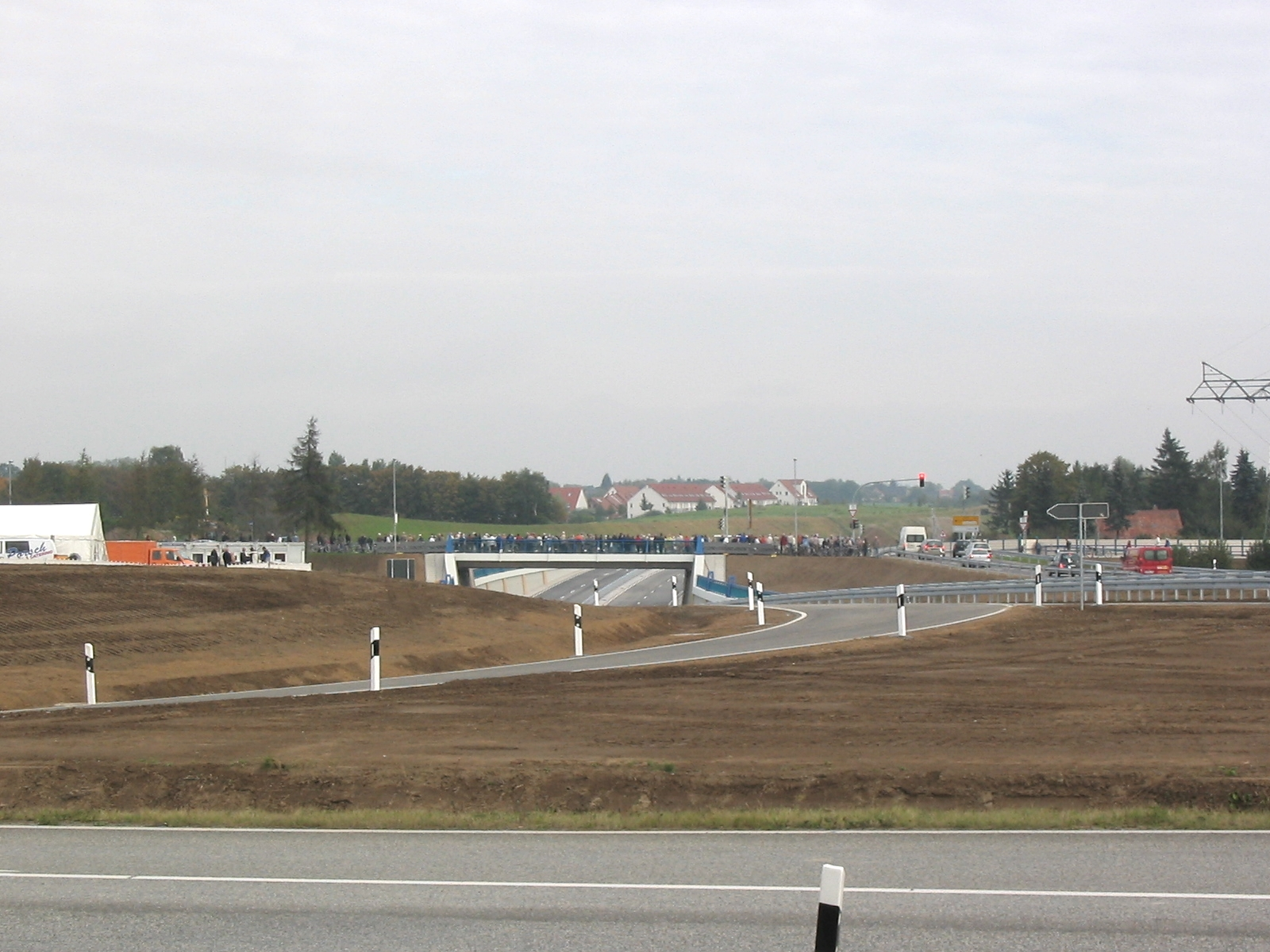
Abfahrt Lankow/Friedrichsthal der Umgehungsstraße kurz vor der Verkehrsfreigabe im September 2007
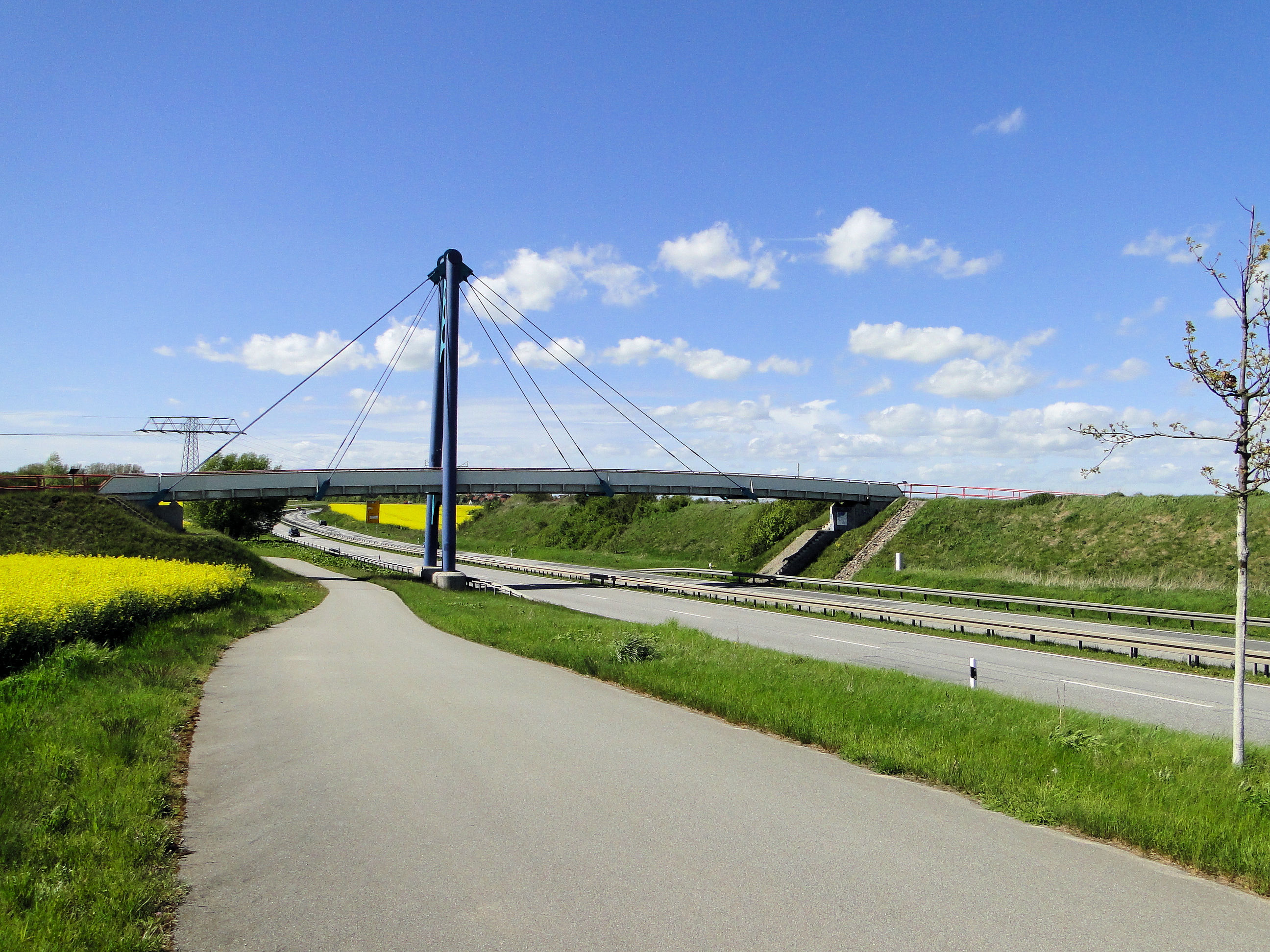
GFK-Brücke über die B106 in Lankow, Entstehung durch Bürgerinitiative Gerner-Fischer-Kreis/Baumviertel
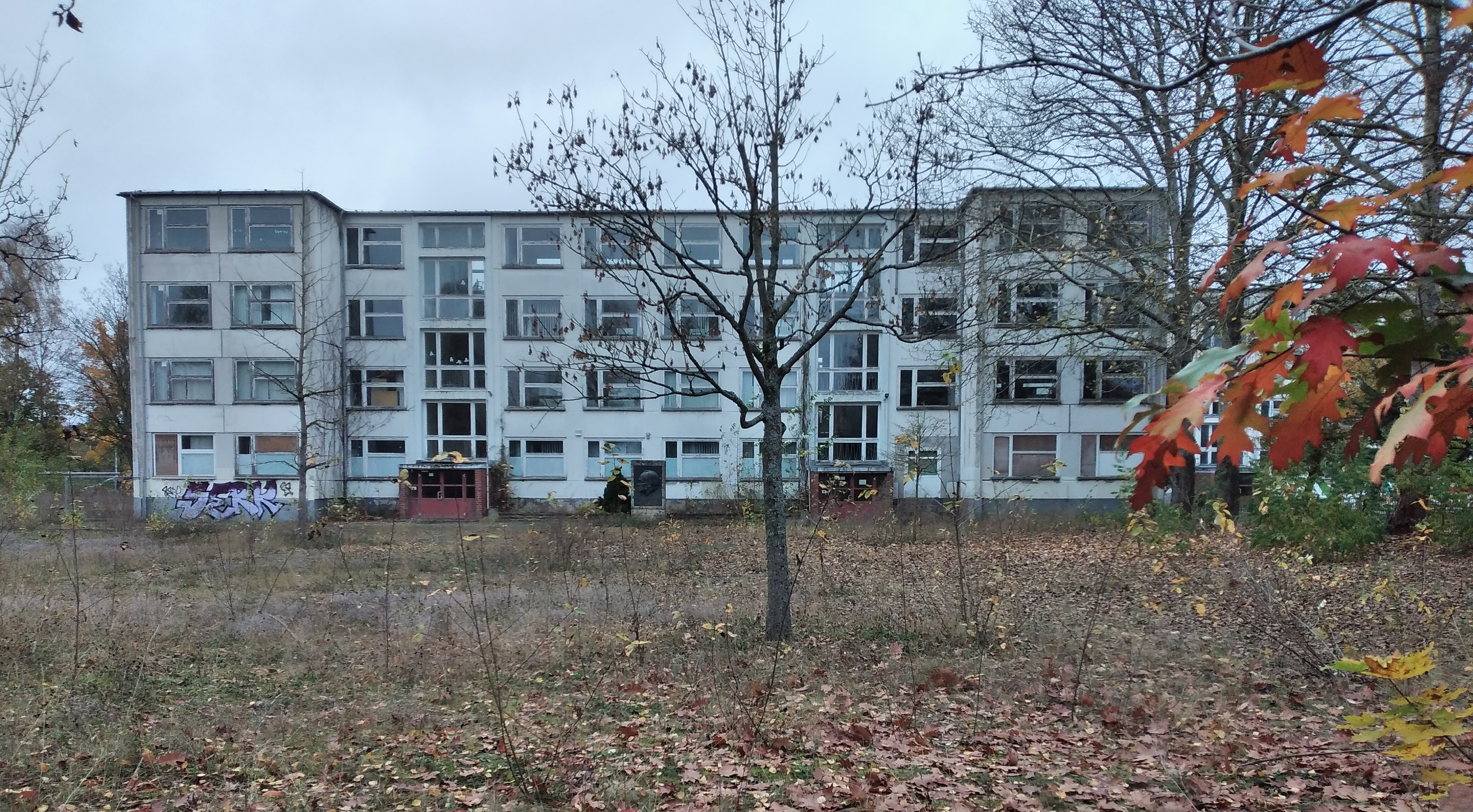
Wilhelm Pieck Denkmal, ehemalige Wilhelm Pieck Schule Lankow
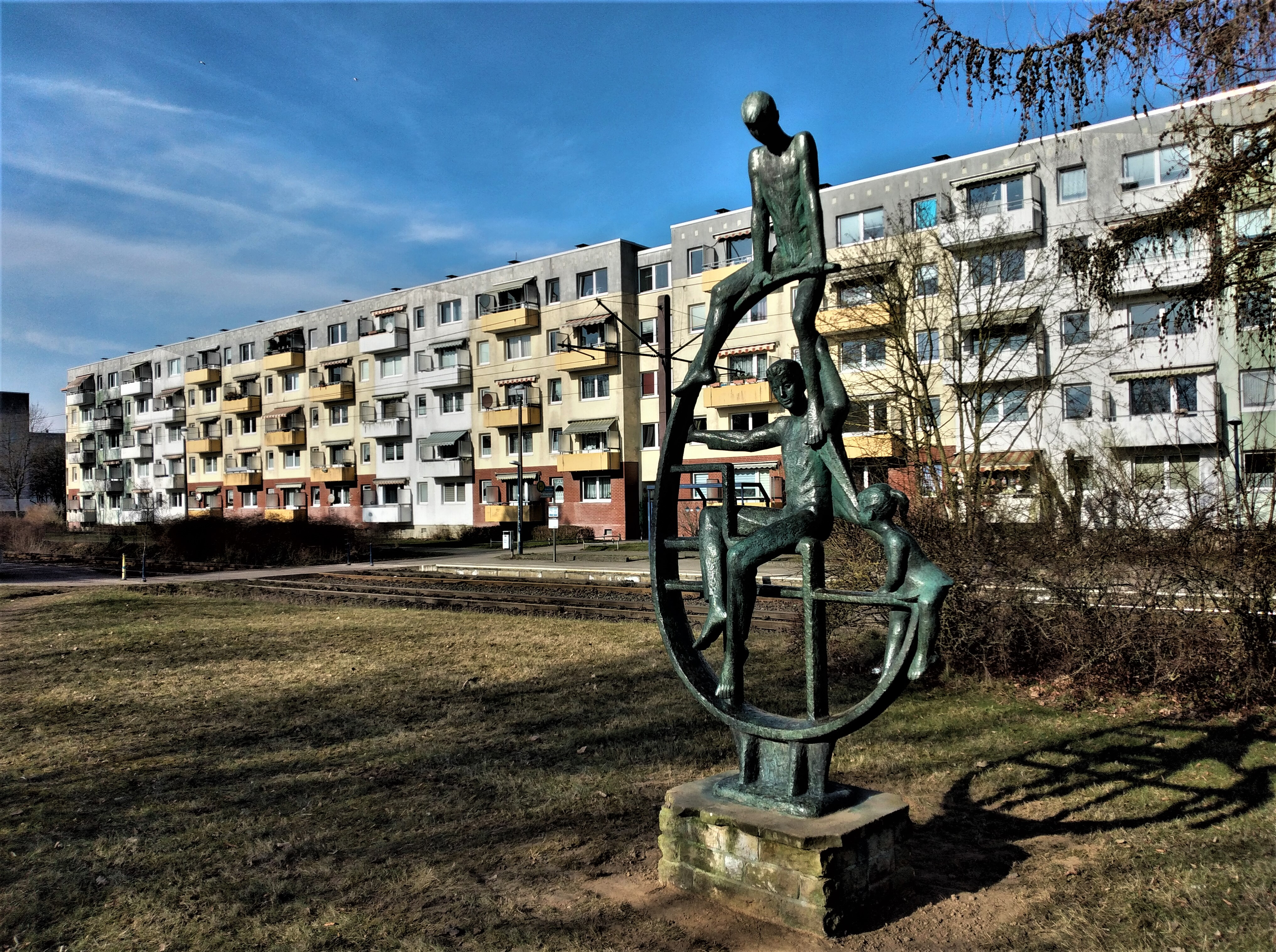
Jugend und Sport, Skulptur von August Martin Hoffmann

## Verkehr
Von Lankow aus ist die Innenstadt Schwerins mit der Straßenbahn in 15 Minuten zu erreichen, der Große Dreesch in 25 Minuten. Die Haltestelle an der Wendeschleife Lankow-Siedlung ist Endpunkt der am stärksten genutzten Straßenbahnlinie 2, die zur Hauptverkehrszeit im 15-Minuten-Takt verkehrt. Die Buslinien 13, 14, 17 und 18 stellen Verbindungen in weitere Stadtteile her. Der Stadtteil besitzt einen Haltepunkt an der Bahnstrecke Schwerin–Rehna, der wochentags im Stundentakt bedient wird.
Bis 2007 führte die Bundesstraße 104 durch den Stadtteil, nach der Fertigstellung eines weiteren Bauabschnitts der Schweriner Umgehungsstraße wurde deren Verlauf jedoch geändert, so dass sie Lankow heute lediglich im Westen tangiert. Eine Bürgerinitiative der Ahornstraße und der Umstand eine GFK-Fußgängerbrücke zu erproben sorgte dafür, dass die Lankower Eigenheimsiedlung nicht vom Neumühler See abgeschnitten wurde. Über die Umgehungsstraße L 72 wurde durch demokratische Bürgermitbestimmung eine GFK-Hängebrücke gebaut. In nordwestlicher Richtung führt von Lankow aus die stark befahrene Landesstraße L03 nach Grevesmühlen.